# Молдова на летних Олимпийских играх 2020
Республика Молдова на летних Олимпийских играх 2020 года в Токио была представлена 20 спортсменом в 8 видах спорта. В связи с пандемией COVID-19 Международный олимпийский комитет принял решение перенести Игры на 2021 год.
В марте 2020 года Исполком МОК, продолжая политику гендерного равенства на Олимпийских играх, одобрил изменения в протокол церемоний открытия и закрытия Игр, согласно которым у национальных олимпийских комитетов появилась возможность заявить в качестве знаменосцев одного мужчину и одну женщину. На церемонии открытия Игр знаменосцами сборной Молдавии стали чемпионы Европы в стрельбе из лука Дан Олару и Александра Мырка, а на церемонии закрытия право нести национальный флаг было доверено легкоатлету Андриану Мардарю.
По итогам соревнований единственную медаль для своей сборной завоевал Сергей Тарновский, ставший третьим в гребле на каноэ на дистанции 1000 метров.

## Медали
| Бронза |                   |                                                       |           |
| №      | Спортсмены        | Вид спорта (дисциплина)                               | Дата      |
| 1      | Сергей Тарновский | Гребля на байдарках и каноэ (каноэ-одиночки, мужчины) | 7 августа |

## Состав сборной
Борьба
 Вольная борьба
1. Анастасия Никита

 Греко-римская борьба
1. Виктор Чобану

Гребля на байдарках и каноэ
 Гребля на гладкой воде
1. Сергей Тарновский
2. Даниела Кочу
3. Мария Олэрашу

 Дзюдо
1. Денис Виеру
2. Виктор Стерпу

 Лёгкая атлетика
1. Сергей Маргиев
2. Андриан Мардарь
3. Александра Емельянова
4. Залина Маргиева
5. Димитриана Сурду
6. Лилия Фиськович

 Плавание
1. Алексей Санков
2. Татьяна Салкуцан

 Стрельба
1. Анна Дулче

 Стрельба из лука
1. Дан Олару
2. Александра Мырка

 Тяжёлая атлетика
1. Марин Робу
2. Елена Кыльчик

## Результаты соревнований

### Борьба
На борцовский турнир Олимпиады от Молдавии отобрались два участника: Анастасия Никита завоевала путёвку на Игры, войдя в шестёрку лучших в весовой категории до 57 кг в женских соревнованиях по вольной борьбе на чемпионате мира 2019 года, а Виктор Чобану стал победителем мужских соревнований по борьбе в греко-римском стиле в весовой категории до 60 кг на олимпийском отборочном турнире 2021 года.
Используемые сокращения: 

VFA (5:0) — победа на туше; 

VSU (4:0) — победа по техническому превосходству (8 баллов разницы в греко-римской борьбе и 10 баллов — в вольной без технических баллов у проигравшего); 

VSU1 (4:1) — победа по техническому превосходству в одном или двух периодах, с техническим баллом у проигравшего; 

VPO (3:0) — победа по баллам, когда борец выигрывает 2 периода с преимуществом, набрав от 1 до 7 баллов в греко-римской борьбе и от 1 до 9 — в вольной без технических баллов у проигравшего; 

VPO1 (3:1) — победа по баллам с техническими баллами у проигравшего;
Мужчины
Греко-римская борьба
| Категория | Спортсмены    | 1/8 финала            | Четвертьфинал               | Полуфинал             | Финал                    | Место |
| Категория | Спортсмены    | Соперник Результат    | Соперник Результат          | Соперник Результат    | Соперник Результат       | Место |
| --------- | ------------- | --------------------- | --------------------------- | --------------------- | ------------------------ | ----- |
| до 60 кг  | Виктор Чобану | TURК. Камал В 8:0 VSU | KGZЖ. Шаршенбеков В 8:0 VSU | CUBЛ. Орта П 0:11 VSU | За 3-е место             | 5     |
| до 60 кг  | Виктор Чобану | TURК. Камал В 8:0 VSU | KGZЖ. Шаршенбеков В 8:0 VSU | CUBЛ. Орта П 0:11 VSU | ROCС. Емелин П 1:12 VSU1 | 5     |

Женщины
Вольная борьба
| Категория | Спортсмены       | 1/8 финала               | Четвертьфинал             | Полуфинал             | Финал              | Место |
| Категория | Спортсмены       | Соперник Результат       | Соперник Результат        | Соперник Результат    | Соперник Результат | Место |
| --------- | ---------------- | ------------------------ | ------------------------- | --------------------- | ------------------ | ----- |
| до 57 кг  | Анастасия Никита | NGRО. Адекурое В 2:8 VFA | BULЭ. Николова П 3:6 VPO1 | завершила выступление | 7                  |       |

### Водные виды спорта

#### Плавание
Мужчины
| Дистанция                 | Спортсмены     | Предварительный раунд | Предварительный раунд | Предварительный раунд | Полуфинал            | Полуфинал            | Полуфинал            | Финал                | Финал                |
| Дистанция                 | Спортсмены     | Заплыв                | Результат             | Место                 | Заплыв               | Результат            | Место                | Результат            | Место                |
| ------------------------- | -------------- | --------------------- | --------------------- | --------------------- | -------------------- | -------------------- | -------------------- | -------------------- | -------------------- |
| 200 метров вольным стилем | Алексей Санков | 2                     | 1:47,46               | 26                    | завершил выступление | завершил выступление | завершил выступление | завершил выступление | завершил выступление |
| 200 метров баттерфляем    | Алексей Санков | 2                     | 1:57,55               | 26                    | завершил выступление | завершил выступление | завершил выступление | завершил выступление | завершил выступление |

Женщины
| Дистанция           | Спортсмены       | Предварительный раунд | Предварительный раунд | Предварительный раунд | Полуфинал             | Полуфинал             | Полуфинал             | Финал                 | Финал                 |
| Дистанция           | Спортсмены       | Заплыв                | Результат             | Место                 | Заплыв                | Результат             | Место                 | Результат             | Место                 |
| ------------------- | ---------------- | --------------------- | --------------------- | --------------------- | --------------------- | --------------------- | --------------------- | --------------------- | --------------------- |
| 100 метров на спине | Татьяна Салкуцан | 2                     | 1:01,59               | 28                    | завершила выступление | завершила выступление | завершила выступление | завершила выступление | завершила выступление |
| 200 метров на спине | Татьяна Салкуцан | 2                     | 2:09,98               | 11 Q                  | 2                     | 2:10,09               | 11                    | завершила выступление | завершила выступление |

### Гребля на байдарках и каноэ

#### Гребля на гладкой воде
Молдавские спортсменки завоевали путёвку олимпийские соревнования в женской каноэ-двойке на 500 метров, победив на этой дистанции в рамках европейского отбора, прошедшего в мае 2021 года в Венгрии.
Мужчины
| Соревнование                | Спортсмены        | Предварительный раунд | Предварительный раунд | Предварительный раунд | Четвертьфинал | Четвертьфинал | Четвертьфинал | Полуфинал | Полуфинал | Полуфинал | Финал    | Финал   | Итоговое место |
| Соревнование                | Спортсмены        | Заплыв                | Время                 | Место                 | Заплыв        | Время         | Место         | Заплыв    | Время     | Место     | Время    | Место   | Итоговое место |
| --------------------------- | ----------------- | --------------------- | --------------------- | --------------------- | ------------- | ------------- | ------------- | --------- | --------- | --------- | -------- | ------- | -------------- |
| каноэ-одиночки, 1000 метров | Сергей Тарновский | 4                     | 4:02,794              | 1                     | не участвовал | не участвовал | не участвовал | 2         | 4:06,635  | 2 QA      | Финал A  | Финал A | 3              |
| каноэ-одиночки, 1000 метров | Сергей Тарновский | 4                     | 4:02,794              | 1                     | не участвовал | не участвовал | не участвовал | 2         | 4:06,635  | 2 QA      | 4:06,069 | 3       | 3              |

Женщины
| Соревнование               | Спортсмены                 | Предварительный раунд | Предварительный раунд | Предварительный раунд | Четвертьфинал | Четвертьфинал | Четвертьфинал | Полуфинал             | Полуфинал | Полуфинал | Финал    | Финал   | Итоговое место |
| Соревнование               | Спортсмены                 | Заплыв                | Время                 | Место                 | Заплыв        | Время         | Место         | Заплыв                | Время     | Место     | Время    | Место   | Итоговое место |
| -------------------------- | -------------------------- | --------------------- | --------------------- | --------------------- | ------------- | ------------- | ------------- | --------------------- | --------- | --------- | -------- | ------- | -------------- |
| каноэ-одиночки, 200 метров | Даниела Кочу               | 5                     | 48,338                | 3                     | 2             | 48,594        | 6             | завершила выступление |           |           |          |         |                |
| каноэ-одиночки, 200 метров | Мария Олэрашу              | 2                     | 50,607                | 7                     | 1             | 49,002        | 7             | завершила выступление |           |           |          |         |                |
| каноэ-двойки, 500 метров   | Даниела Кочу Мария Олэрашу | 2                     | 2:06,070              | 4                     | 1             | 2:03,434      | 2 Q           | 1                     | 2:05,910  | 4 QA      | Финал A  | Финал A | 7              |
| каноэ-двойки, 500 метров   | Даниела Кочу Мария Олэрашу | 2                     | 2:06,070              | 4                     | 1             | 2:03,434      | 2 Q           | 1                     | 2:05,910  | 4 QA      | 2:01,750 | 7       | 7              |

### Дзюдо
Мужчины
| до 66 кг | Денис Виеру   | не проводился | UZBС. Нуриллаев В 10s2:0s2 | BRAД. Карнин П 0s0:0s1 | завершил выступление |
| до 73 кг | Виктор Стерпу | не участвовал | CUBМ. Эстрада В 10:0s1     | ISRТ. Бутбуль П 0:10   | завершил выступление |

### Лёгкая атлетика
Мужчины
Технические дисциплины
| Дисциплина     | Спортсмен       | Квалификация | Квалификация | Финал     | Финал |
| Дисциплина     | Спортсмен       | Результат    | Место        | Результат | Место |
| -------------- | --------------- | ------------ | ------------ | --------- | ----- |
| метание копья  | Андриан Мардарь | 82,70        | 10 q         | 83,30     | 7     |
| метание молота | Сергей Маргиев  | 75,94        | 10 q         | 75,24     | 12    |

Женщины
Шоссейные дисциплины
| Дисциплина | Спортсмены      | Время   | Место |
| ---------- | --------------- | ------- | ----- |
| марафон    | Лилия Фиськович | 2:39:59 | 54    |

Технические дисциплины
| Дисциплина     | Спортсмен             | Квалификация | Квалификация | Финал                 | Финал |
| Дисциплина     | Спортсмен             | Результат    | Место        | Результат             | Место |
| -------------- | --------------------- | ------------ | ------------ | --------------------- | ----- |
| метание диска  | Александра Емельянова | 54,57        | 30           | завершила выступление |       |
| метание молота | Залина Маргиева       | 69,29        | 11           | завершила выступление |       |
| толкание ядра  | Димитриана Сурду      | 16,55        | 28           | завершила выступление |       |

### Стрельба
Женщины
| Соревнование                       | Спортсмены | Квалификация | Квалификация | Финал                 | Финал                 |
| Соревнование                       | Спортсмены | Результат    | Место        | Соперник/ Результат   | Место                 |
| ---------------------------------- | ---------- | ------------ | ------------ | --------------------- | --------------------- |
| пневматический пистолет, 10 метров | Анна Дулче | 557          | 48           | завершила выступление | завершила выступление |

### Стрельба из лука
Мужчины
| Соревнование              | Спортсмены | Квалификация | Квалификация | 1/32 финала         | 1/16 финала          | 1/8 финала           | 1/4 финала           | Полуфинал            | Финал                | Место                |
| Соревнование              | Спортсмены | Результат    | Место        | Соперник Результат  | Соперник Результат   | Соперник Результат   | Соперник Результат   | Соперник Результат   | Соперник Результат   | Место                |
| ------------------------- | ---------- | ------------ | ------------ | ------------------- | -------------------- | -------------------- | -------------------- | -------------------- | -------------------- | -------------------- |
| индивидуальное первенство | Дан Олару  | 648          | 49           | CANК. Дуэньяс П 0:6 | завершил выступление | завершил выступление | завершил выступление | завершил выступление | завершил выступление | завершил выступление |

Женщины
| Соревнование              | Спортсмены       | Квалификация | Квалификация | 1/32 финала        | 1/16 финала           | 1/8 финала            | 1/4 финала            | Полуфинал             | Финал                 | Место                 |
| Соревнование              | Спортсмены       | Результат    | Место        | Соперник Результат | Соперник Результат    | Соперник Результат    | Соперник Результат    | Соперник Результат    | Соперник Результат    | Место                 |
| ------------------------- | ---------------- | ------------ | ------------ | ------------------ | --------------------- | --------------------- | --------------------- | --------------------- | --------------------- | --------------------- |
| индивидуальное первенство | Александра Мырка | 627          | 51           | CHNЯн Сяолэй П 0:6 | завершила выступление | завершила выступление | завершила выступление | завершила выступление | завершила выступление | завершила выступление |

Смешанная команда
| Соревнование      | Спортсмены                 | Квалификация | Квалификация | 1/32 финала        | 1/16 финала        | 1/8 финала            | 1/4 финала            | Полуфинал             | Финал                 | Место                 |
| Соревнование      | Спортсмены                 | Результат    | Место        | Соперник Результат | Соперник Результат | Соперник Результат    | Соперник Результат    | Соперник Результат    | Соперник Результат    | Место                 |
| ----------------- | -------------------------- | ------------ | ------------ | ------------------ | ------------------ | --------------------- | --------------------- | --------------------- | --------------------- | --------------------- |
| смешанная команда | Дан Олару Александра Мырка | 1275         | 22           | не проводился      | не проводился      | завершили выступление | завершили выступление | завершили выступление | завершили выступление | завершили выступление |

### Тяжёлая атлетика
Мужчины
| Категория | Спортсмены | Вес   | Рывок | Рывок | Рывок | Толчок | Толчок | Толчок | Всего | Место |
| Категория | Спортсмены | Вес   | 1     | 2     | 3     | 1      | 2      | 3      | Всего | Место |
| --------- | ---------- | ----- | ----- | ----- | ----- | ------ | ------ | ------ | ----- | ----- |
| до 73 кг  | Марин Робу | 72,95 | 150   | 155   | 159   | 175    | 182    | 182    | 330   | 8     |

Женщины
| Категория | Спортсмены    | Вес   | Рывок | Рывок | Рывок | Толчок | Толчок | Толчок | Всего | Место |
| Категория | Спортсмены    | Вес   | 1     | 2     | 3     | 1      | 2      | 3      | Всего | Место |
| --------- | ------------- | ----- | ----- | ----- | ----- | ------ | ------ | ------ | ----- | ----- |
| до 87 кг  | Елена Кыльчик | 86,80 | 105   | 109   | 109   | 130    | 135    | 139    | 240   | 8     |